# Acrossus laticapitus
Acrossus laticapitus är en skalbaggsart som beskrevs av Zhang 1992. Acrossus laticapitus ingår i släktet Acrossus och familjen Aphodiidae. Inga underarter finns listade i Catalogue of Life.